# Род Евънс
Род Евънс (на английски: Rod Evans) е английски хардрок певец.

## Биография
Професионалната му кариера започва през 1965 г. Известен е с факта, че е първият вокалист на „Дийп Пърпъл“. Той работи с тях през периода от 1968 до 1969 г. като записва три албума. След напускането му Иън Гилън заема вакантното място освободено от Евънс. Незабравими вечни песни с негово участие в групата са „Hush“, „Hey Joe“ (кавър на известния китарист Джими Хендрикс) и още няколко други сред които и „Help“ (също кавър само, че на „Бийтълс“). След като напуска групата взема участие в няколко малки музикални проекта, но резултата не може да бъде същият както през времето докато е бил в „Дийп Пърпъл“. През периода 1972 – 1973 г. записва два албума с американската рокгрупа „Каптейн Бейънд“.
През 1980 г., към Евънс се обърнали американски мениджъри със съмнителна репутация (по-рано те са организирали концерти на фалшива група под името Steppenwolf), като предложили да бъдат „възстановени“, разпадналите се през 1976 г., „Дийп Пърпъл“. Евънс се съгласил и предложил на Ник Симпър, да участва в този проект, но Симпър отказал. В периода от 17 май до 19 август 1980 г., Евънс, с група от слабоизвестни музиканти изнася няколко концерта в Мексико, САЩ и Канада, под името „Дийп Пърпъл“. В състава на групата, освен Евънс, влизали:
Тони Флин (англ. Tony Flynn) — китара
Том де Ривера (англ. Tom de Rivera) — бас
Джеф Эмери (англ. Geoff Emery) — клавишни
Дик Юргенс (англ. Dick Juergens) — ударни
Групата изпълнявала песни, както от времето на първия състав на „Дийп Пърпъл“, така и от следващите, в които Евънс вече не е влизал. Ниското качество на концертните изпълнения предизвикало възмущението на зрителите и не след дълго, адвокатите на истинските „Дийп Пърпъл“, се сдобили със съдебно решение за забрана на концертите на групата на Евънс и за обезщетение за вреди от злоупотреба с името на групата в размер на 672 хиляди долара (тъй като Род Евънс е бил регистриран, като единствен организатор на фалшивата група и е получавал всичките хонорари, единствено той е бил привлечен под отговорност).
След като Евънс не успял да се разплати, е прекратено изплащането на отчисленията, за записаните албуми на „Дийп Пърпъл“, с негово участие.

## Дискография

### Албуми с „Дийп Пърпъл“
- Shades of Deep Purple (1968)
- The Book of Taliesyn (1968)
- Deep Purple (1969)

### Солов албум
Hard To Be Without You / You Can't Love A Child Like A Woman (1971)

### С „Каптейн Бейънд“
- Captain Beyond (1972)
- Sufficiently Breathless (1973)